# Neopallene campanellae
Neopallene campanellae is een zeespin uit de familie Callipallenidae. De soort behoort tot het geslacht Neopallene. Neopallene campanellae werd in 1881 voor het eerst wetenschappelijk beschreven door Dohrn. 